# Ronde van Tsjechië 2011
De Ronde van Tsjechië 2011  was de tweede editie van deze meerdaagse etappekoers. De ronde begon op 7 juli en eindigde een 4 dagen later, op 10 juli. Eindwinnaar werd Stanislav Kozubek.

## Etappe-overzicht
| etappe   | datum   | start     | finish    | afstand  | winnaar            | klassementsleider |
| -------- | ------- | --------- | --------- | -------- | ------------------ | ----------------- |
| 1e (ITT) | 7 juli  | Uničov    | Uničov    | 24.0 km  | John Anderson      | John Anderson     |
| 2e       | 8 juli  | Olomouc   | Prostějov | 148.6 km | Emiljano Stojku    | John Anderson     |
| 3e       | 9 juli  | Sternberk | Výsluní   | 198.8 km | Dariusz Baranowski | Stanislav Kozubek |
| 4e       | 10 juli | Olomouc   | Olomouc   | 145 km   | Maurits Lammertink | Stanislav Kozubek |

## Eindklassementen

### Algemeen klassement
| Plaats    | Naam                   | Ploeg                | Tijd        |
| --------- | ---------------------- | -------------------- | ----------- |
| Gele trui | Stanislav Kozubek      | PSK Whirlpool-Author | 13h 39m 28s |
| 2         | Dariusz Baranowski     | BDC-Marcpol          | + 33s       |
| 3         | Jiří Hudeček           | PSK Whirlpool-Author | + 34s       |
| 4         | Paul Voss              | Endura Racing        | + 2m 55s    |
| 5         | Timofey Kritskiy       | Itera-Katjoesja      | + 2m 56s    |
| 6         | Bjørn Tore Hoem Nilsen | Plussbank - Cervélo  | + 2m 59s    |
| 7         | Dmitriy Ignatiev       | Itera-Katjoesja      | + 3m        |
| 8         | Tomáš Bucháček         | PSK Whirlpool-Author | + 3m 07s    |
| 9         | Petr Benčík            | PSK Whirlpool-Author | + 3m 11s    |
| 10        | Sergey Rudaskov        | Itera-Katjoesja      | + 3m 11s    |
|           |                        |                      |             |
| 22        | Kevin Pauwels          | Sunweb-Revor         | + 4m 09s    |
| 26        | Brian Megens           | Cyclingteam Jo Piels | + 3m 27s    |

2010 · 2011 · 2012 · 2013 · 2014 · 2015 · 2016 · 2017 · 2018 · 2019 · 2020 · 2021 · 2022 · 2023 · 2024